# Сабіна Чудич
Сабіна Чудич (босн. Sabina Ćudić; нар. 1982) — боснійський політик, представник у Палаті представників Парламентської асамблеї Боснії та Герцеговини з 2022 року. Віце-президент «Нашої партії». З 2023 року є членом Парламентської асамблеї Ради Європи .

## Молодість і освіта
Народилася в Сараєво, СФР Югославія, нинішня Боснія і Герцеговина, у 1982 році. Закінчила навчання з політології та міжнародних досліджень в Університеті Тоусона в Сполучених Штатах Америки та здобула ступінь магістра з прав людини та демократії в Болонському та Сараєвському університетах.

## Кар'єра
Член і віце-президент соціал-ліберальної партії «Наша партія». Кандидат у мери муніципалітету Ново Сараєво на муніципальних виборах 2012 року, але не була обрана. На загальних виборах 2014 р. обрана представником в Асамблеї кантону Сараєво, а в 2018 році - представником у Палаті представників парламенту ФБіГ. У «Нашій партії»займає посаду президента Головної ради. На загальних виборах 2018 р. обрана членом Федеральної палати представників.
Чудич обрана до Палати представників Парламентської асамблеї Боснії та Герцеговини на загальних виборах 2022 року, набравши понад 20 000 голосів. З березня 2023 року є членом Парламентської асамблеї Ради Європи.

## Особисте життя
Вийшла заміж за косовсько-албанського актора Албана Укая в мерії Нью-Йорка 10 квітня 2014 року. У серпні 2015 року народилася їхня дитина, хлопчик на ім'я Нардіс.